# マズルカ作品33 (ショパン)
マズルカ 作品33（マズルカ さくひんさんじゅうさん）は、フレデリック・ショパンが作曲した4つのマズルカからなる曲集。形式美と民俗的前衛性とが両立していて、規模も大きいものが多い。献呈先はローザ・モストフスカ伯爵夫人。

## 作品33-1
第22番、嬰ト短調。
クヤヴィヤク。中間ではロ長調のオクターヴ奏法。Mestoという表記のとおり、物憂げな愛らしい小品。

## 作品33-2
第23番、ニ長調。自筆譜・フランス初版・エキエル版では作品33-3となっている。
華やかな明るい曲想で、バレエ音楽「レ・シルフィード（ショピニアーナ）」にも登場する。単純なニ長調とイ長調の反復で分かりやすい。中間は変ロ長調の意表をついた転調。

## 作品33-3
第24番、ハ長調。自筆譜・フランス初版・エキエル版では作品33-2となっている。
Sempliceという指定を裏切って、ヘミオラの効果的な活用で単調さを免れている。パリのショパンの自宅で演奏して見せた際にマイヤベーアとの間で、4分の3拍子か4分の2拍子かで論争になったという弟子のレンツの証言がある。中間部は変イ長調。

## 作品33-4
第25番、Mesto、ロ短調。
規模の大きな作品、ロンド形式。作曲者には珍しく、変奏のない反復が律儀に行われる。中間部はロ長調の甘美な旋律。